# Maksim Burov
Maksim Alekseevič Burov (in russo Максим Алексеевич Буров?; Jaroslavl', 5 giugno 1998) è uno sciatore freestyle russo specialista dei salti.
È fratello di Il'ja Burov, anch'egli sciatore freestyle.

## Biografia
Maksim Burov ha debuttato in Coppa del Mondo a Mosca, in Russia, nel febbraio 2015. Già due volte campione mondiale juniores (nel 2014 e nel 2016), ha disputato i campionati mondiali di Sierra Nevada 2017 piazzandosi all'undicesimo posto. L'anno successivo ha preso parte alle Olimpiadi di Pyeongchang 2018 classificandosi quindicesimo nei salti, e ha poi concluso la stagione vincendo la Coppa del Mondo di salti.
Ai campionati di Park City 2019 si è aggiudicato il titolo mondiale dei salti davanti al campione olimpico uscente Oleksandr Abramenko e allo svizzero Noé Roth, oltre a vincere pure il bronzo nei salti a squadre.

## Palmarès

### Mondiali
- 4 medaglie:
  - 3 ori (salti a Park City 2019, salti e salti a squadre miste a Almaty 2021)
  - 1 bronzo (salti a squadre a Park City 2019)

### Universiadi
- 2 medaglie:
  - 1 oro (salti a Krasnojarsk 2019)
  - 1 bronzo (salti a squadre a Krasnojarsk 2019)

### Mondiali juniores
- 3 medaglie: 
  - 2 ori (salti a Chiesa in Valmalenco 2014; salti a Minsk 2016)
  - 1 argento (salti a Chiesa in Valmalenco 2015)

### Coppa del Mondo
- Miglior piazzamento in classifica generale: 4º nel 2018
- Vincitore della Coppa del Mondo di salti nel 2018, nel 2021 e nel 2022
- 17 podi:
  - 14 vittorie
  - 1 secondi posti
  - 2 terzi posti

#### Coppa del Mondo - vittorie
| Data             | Luogo       | Paese       | Disciplina |
| ---------------- | ----------- | ----------- | ---------- |
| 12 gennaio 2018  | Deer Valley | Stati Uniti | AE         |
| 20 gennaio 2018  | Lake Placid | Stati Uniti | AE         |
| 19 gennaio 2019  | Lake Placid | Stati Uniti | AE         |
| 23 febbraio 2019 | Minsk       | Bielorussia | AE         |
| 7 febbraio 2020  | Deer Valley | Stati Uniti | AE         |
| 4 dicembre 2020  | Ruka        | Finlandia   | AE         |
| 16 gennaio 2021  | Jaroslavl'  | Russia      | AE         |
| 17 gennaio 2021  | Jaroslavl'  | Russia      | AE         |
| 23 gennaio 2021  | Mosca       | Russia      | AE         |
| 30 gennaio 2021  | Raǔbičy     | Bielorussia | AE         |
| 2 dicembre 2021  | Ruka        | Finlandia   | AE         |
| 3 dicembre 2021  | Ruka        | Finlandia   | AE         |
| 10 dicembre 2021 | Ruka        | Finlandia   | AE         |
| 11 dicembre 2021 | Ruka        | Finlandia   | AE         |

Legenda:

AE = salti